# Bengt Renander
Bengt Åke Renander, född 5 augusti 1958 i Dalarna, är en svensk entreprenör  och författare. Han arbetar sedan 1999 som coach, föreläsare och producent av Närvaropodden. Han hjälper individer, par och grupper att utveckla sin medvetenhet och närvaro.